# Guillaume le Clerc de Normandie
Guillaume le Clerc de Normandie war ein normannischer Kleriker und altfranzösischer Dichter. Er ist nicht identisch mit dem schottisch-normannischen Dichter Guillaume le Clerc de Picardie, der den Roman de Fergus schrieb, der manchmal fälschlicherweise dem Normannen zugeschrieben wird.

## Leben
Guillaume war verheiratet und hatte eine Familie. Sowohl die Catholic Encyclopedia als auch das Oxford Dictionary of National Biography (ODB) behaupten, dass er eine Zeit lang in England lebte, aber er schrieb nicht im anglo-normannischen Dialekt. Er stammte ursprünglich aus der Normandie, und seine Werke lassen vermuten, dass er in der Diözese Lichfield in England lebte.

## Werke
Guillaume verfasste zwischen 1210/1211 und 1227/1238 „sechs religionsdidaktische Werke für ein Laienpublikum“ (ODB). Das älteste, auf 1210 oder 1211 datierte und populärste Werk, das in zwanzig Handschriften überliefert ist, ist das Bestiaire divin („Göttliches Bestiarium“), ein Werk der Naturgeschichte und Theologie, das zahlreiche Beschreibungen des Tierlebens enthält. Es wird auf der Grundlage eines Hinweises auf den traurigen Zustand der englischen Kirche auf die Zeit zwischen 1208 und 1211 datiert. Gewidmet ist es dem Herrn von Guillaume: «sire Raül, son seignor».  Hierbei könnte es sich um Ralph of Maidstone handeln, der 1215 Schatzmeister von Lichfield war. Das Bestiaire ist in 26 Handschriften überliefert und wurde zwischen dem sechzehnten und dem neunzehnten Jahrhundert in mehreren Ausgaben gedruckt.
Guillaume schrieb auch die Vie de Tobie für einen William, Prior von Kenilworth in Arden (1214–27), ebenfalls in der Diözese Lichfield, und Les joies de notre Dame (oder nostre Dame), das nur in einer einzigen Handschrift erhalten ist. Die legendäre Vie de Sainte Marie-Madeleine, eine Kurzbiografie von Maria Magdalena, stammt aus einer unbekannten Zeit. Das Besant de Dieu, ein allegorisches Gedicht, verfasste Guillaume 1226 oder 1227. Darin nimmt Guillaume Bezug auf mehrere Ereignisse der jüngsten Zeit: die Veröffentlichung von De miseria conditionis humanae durch Papst Innozenz III., den Vierten Kreuzzug, das von Innozenz 1208–13 über England verhängte Interdikt, den Albigenserkreuzzug und die Albigenserfeldzüge Ludwigs VIII. von Frankreich. Guillaume geht auch auf die Unterdrückung der Bauern durch ihre Herrscher ein. Wilhelms letztes Werk, Les treis moz de l’evesque de Lincoln, wurde zwischen 1227 und 1238 für Alexander Stavensby, den Bischof von Lichfield, geschrieben.
Mehrere Fabliaux wurden fälschlicherweise Guillaume zugeschrieben: Du prestre et d’Alison, La male honte, und La fille à la bourgeoise. Für diese Zuschreibungen gibt es keinen Grund.

### Ausgaben
- Max Friedrich Mann: Der Bestiaire divin des Guillaume le Clerc  (Französische Studien), Henninger, Heilbronn 1888.
- Robert Reinsch (Hrsg.): Le bestiaire. Das Thierbuch des Normannischen Dichters Guillaume le Clerc (Altfranzösische Bibliothek, 14), Reisland, Leipzig 1890.
- M. C. Hippeau: Le Bestiaire divin de Guillaume, clerc de Normandie, publ., avec un Bestiaire divin de Guillaume, clerc de Normandie, Chez A Hardel, Caen 1852 online
- Ernst Martin (Hrsg.): Le besant de Dieu von Guillaume le Clerc de Normandie, Waisenhaus, Halle 1869
- Robert Reinsch: Les Joies Nostre Dame des Guillaume le Clerc de Normandie, in: Zeitschrift für romanische Philologie, 3(1879), S. 200–231.
- Robert Reinsch (Hrsg.): La vie de Madeleine. Gedicht des Guillaume le Clerc, in: Archiv für das Studium der neueren Sprachen und Literaturen, 64(1880), S. 85–94.
- Robert Reinsch (Hrsg.): La vie de Tobie de  Guillaume le Clerc de Normandie, in: Archiv für das Studium der neueren Sprachen und Literaturen, 62(1879), S. 375–396.